# Dècada del 90

## Personatges destacats
- Domicià, emperador romà (81-96).
- Nerva, emperador romà (96-98).
- Marc Ulpi Trajà, emperador romà (98-117).
- Evarist I, papa (97-105).
- Dió Crisòstom orador grecoromà que donà el suport a Nerva i Trajà.